# D20E diesel
La D20E diesel est une locomotive diesel mise au point par la firme Siemens pour les marchés asiatiques, africains, latino-américains et australiens.

## Historique
En octobre 2004, les chemins de fer vietnamiens ont été les premiers à commander le nouveau modèle de locomotive Asiarunner mis au point par Siemens. Le marché porte sur seize machines, pour un montant global de 46 millions d'euros.

## Conception
Du type AR 15 du constructeur (n° usine 21184 à 21199), ces machines sont adaptées aux réalités locales. Le moteur seize cylindres initialement prévu est remplacé par un douze cylindres en ligne afin de conserver un poids à l'essieu de l'ordre de 13,5 tonnes. Le prix unitaire de chaque locomotive est de 2,9 millions d'euros.

## Service
Les deux premières machines ont été officiellement livrées le 15 décembre 2006 et acheminées vers le Viêt Nam. Elles sont prévues pour assurer la traction des trains de voyageurs entre Hanoï, Da Nang et Saïgon.